# Zabytki w Tarnobrzegu
Poniżej przedstawione są tarnobrzeskie zabytki prawnie chronione, czyli znajdujące się w rejestrze zabytków wojewódzkiego konserwatora zabytków.
województwo podkarpackie – powiat miejski Tarnobrzeg

## Tarnobrzeg – Centrum
- układ urbanistyczny, – (nr rej.: 285/A z 4.06.1984)
- zespół klasztorny oo. dominikanów, – (nr rej.: A-533 z 30.11.1985):
  - kościół pw. Wniebowzięcia NMP, 1693–1707, 1904–1909
  - klasztor, 1676, XVIII w., 1880
- kapliczka pw. św. Barbary, na terenie szpitala, ul. Mickiewicza, XVIII/XIX w., – (nr rej.: A-816 z 17.05.1960)
- cmentarz wojenny z I i II wojny światowej, ul. Targowa, – (nr rej.: A-854 z 13.06.1988)
- cmentarz żydowski, ul. Sienkiewicza, XVIII/XIX w., – (nr rej.: A-856 z 13.06.1988)
- dawny sąd powiatowy, ul. Dominikańska 7, obecnie społeczne liceum, koniec XIX w., – (nr rej.: A-815 z 11.12.1995)
- dom, pl. Głowackiego 41, XIX/XX w., – (nr rej.: A-817 z 31.03.1992)
- dom Bratniak, pl. B. Głowackiego 52, XIX/XX w., – (nr rej.: A-791 z 10.11.1987)
- dom, pl. B. Głowackiego 53, 1 ćw. XX w., – (nr rej.: A-789 z 10.11.1987)
- dawny browar, ul. Jachowicza 12, poł. XIX, XX, – (nr rej.: A-661 z 23.09.2011)
- magistrat, ul. Kościuszki 12, koniec XIX w., – (nr rej.: A-774 z 30.08.1984)
- gimnazjum, ob. Urząd Miasta, ul. Kościuszki 32, 1909, – (nr rej.: A-813 z 30.08.1996)
- dworek, ul. Mickiewicza 19, k. XIX w., – (nr rej.: A-853 z 19.10.1992)
- budynek Zarządu Dóbr Tarnowskich, ul. Sandomierska 25, 2 poł. XIX w., – (nr rej.: A-787 z 18.09.1998)
- dom „Towarzystwa Kasynowego”, ul. Słowackiego 2, 1912–1914, – (nr rej.: A-778 z 10.11.1987)
- dom, ul. Szeroka 9, po 1880, – (nr rej.: A-790 z 10.11.1987)

## Tarnobrzeg –Dzików
- zespół pałacowy, – (nr rej.: A-908 z 29.04.1975 oraz 209/A z 4.06.1984):
  - pałac Tarnowskich, obecnie Muzeum Historyczne Miasta Tarnobrzega, XV–XVIII, 1830, 1929
  - oficyna, 1859
  - park, XIX w., – (nr rej.: 11/ZP z 17.09.1948)
  - kordegarda z ogrodzeniem parku, XIX w.
  - stajnia z ujeżdżalnia, obecnie hala sportowa, XIX w., 1962
  - oranżeria, XIX w.
  - dozorcówka, ul. Na Dole 9, XIX w.
  - wozownia, XIX w.
  - lodownia, XIX w., ul. Sandomierska 27
  - elektrownia, 1 ćw. XX w., ul. Sandomierska 27, – (nr rej.: 310/A z 30.06.1987)

## Tarnobrzeg –Miechocin
- kościół parafialny pw. św. Marii Magdaleny, koniec XV w., 1840, – (nr rej.: A-564 z 5.01.1968 i z 14.06.1977)
- cmentarz na Piaskach, ul. Stanisława Orła, 1 poł. XIX w., – (nr rej.: 321/A z 10.06.1988)
  - kaplica Archanioła Gabriela,
  - ogrodzenie

## Tarnobrzeg –Mokrzyszów
- zespół pałacowy, obecnie Oddział Podkarpackiego Centrum Edukacji Nauczycieli w Rzeszowie, 2 poł. XIX w., – (nr rej.: A-857 z 11.06.1973, z 16.06.1977 i z 18.04.1985):
  - Pałac Myśliwski, – (nr rej.: A-728 z 11.06.1973)
  - oficyna, obecnie dom nr 204
  - park

## Tarnobrzeg –Nagnajów
- dwór Padewiczów, 2 ćw. XIX w., XIX/XX w., – (nr rej.: 796/A z 29.04.1975 oraz 140/A z 16.06.1977)

## Tarnobrzeg –Wielowieś
- zespół kościoła parafialnego, – (nr rej.: A-537 z 22.04.1991):
  - kościół pw. św. Gertrudy, 1884, z kaplicą grobową rodziny Tarnowskich, XVII w.
  - ogrodzenie z kaplicami, 2 poł. XIX
  - plebania, początek XX w.
- zespół klasztorny dominikanek, os. Wielowieś 207, 2 poł. XIX w., – (nr rej.: A-532 z 22.04.1991):
  - kaplica
  - dom sióstr
  - szkoła
  - cmentarz klasztorny
- spichrz, al. Warszawska 310, 1 poł. XIX w., – (nr rej.: A-814 z 29.04.1975 i z 30.07.1982)

## Tarnobrzeg – Wymysłów
- spichlerz, obecnie siedziba Muzeum Polskiego Przemysłu Siarkowego, 1843, – (nr rej.: A-786 z 29.04.1975)